# Hellmuth Wöhler
Hellmuth Wöhler (* 28. März 1820 in Gingst; † 21. August 1899 in Sterzing) war ein deutscher Gutspächter und Mitglied der Frankfurter Nationalversammlung.
Wöhler wurde 1820 als Sohn des Hofsängers des Fürsten von Putbus in Gingst geboren. Er verbrachte seine Kindheit in Gingst auf Rügen. Über seine Ausbildung ist nichts bekannt. 
1843 trat er eine Stelle als Postschreiber in Schwerin an 1847 zum Postrevisor befördert. 
Mit Ludwig Reinhard trat er dem Centralmärzverein bei und beteiligte sich auch im Mai und Juni 1849 am Badischen Aufstand. Dafür wurde er 1850 wegen Hochverrats zu einer Gefängnisstrafe verurteilt, die er aber nicht antreten musste, da er vom Großherzog Friedrich Franz II. begnadigt wurde. Er wurde aus dem Postdienst entlassen und pachtete 1850 ein Gut bei Warin. Mit den bestehenden Verhältnissen in Mecklenburg-Schwerin unzufrieden, emigrierte er 1850 nach Schweden, wo er von 1853 bis 1876 auf Gotland als Gutspächter auf Klinteby (Klintehamn) zu beträchtlichem Vermögen kam. 1876 übergab er das Gut an seinen Sohn Willy  Wöhler (Wilhelm Henrik Georg Wöhler, 1848–1927), ließ sich zunächst in Wiesbaden nieder und lebte ab 1878 in Riva am Gardasee. Sein merkwürdiges Leben ist wenig erforscht. 
Seine Tochter Charlotte (1859–1923) heiratete den Kirchenjuristen Adolf Giese.

## Abgeordneter
Wöhler wurde als Nachfolger von Eduard Haupt für den 2. Wahlkreis Wismar des Landes Mecklenburg-Schwerin in die Nationalversammlung gewählt, der er vom 26. Februar 1849 bis zum 18. Juni  1849 angehörte. Er fühlte sich der Linken zugehörig und seine Fraktion tagte im Deutschen Hof an. Im Mai und Juni 1849 beteiligte er sich aktiv am Badischen Aufstand. Gemeinsam mit Reinhard protestierte Hellmuth Wöhler öffentlich gegen die widerrechtliche Abberufung von seinem Mandat durch die mecklenburgische Landesregierung, die am 5. Juni 1849 vom Kabinettsrat Prosch ergangen war.